# Janne Virkkunen

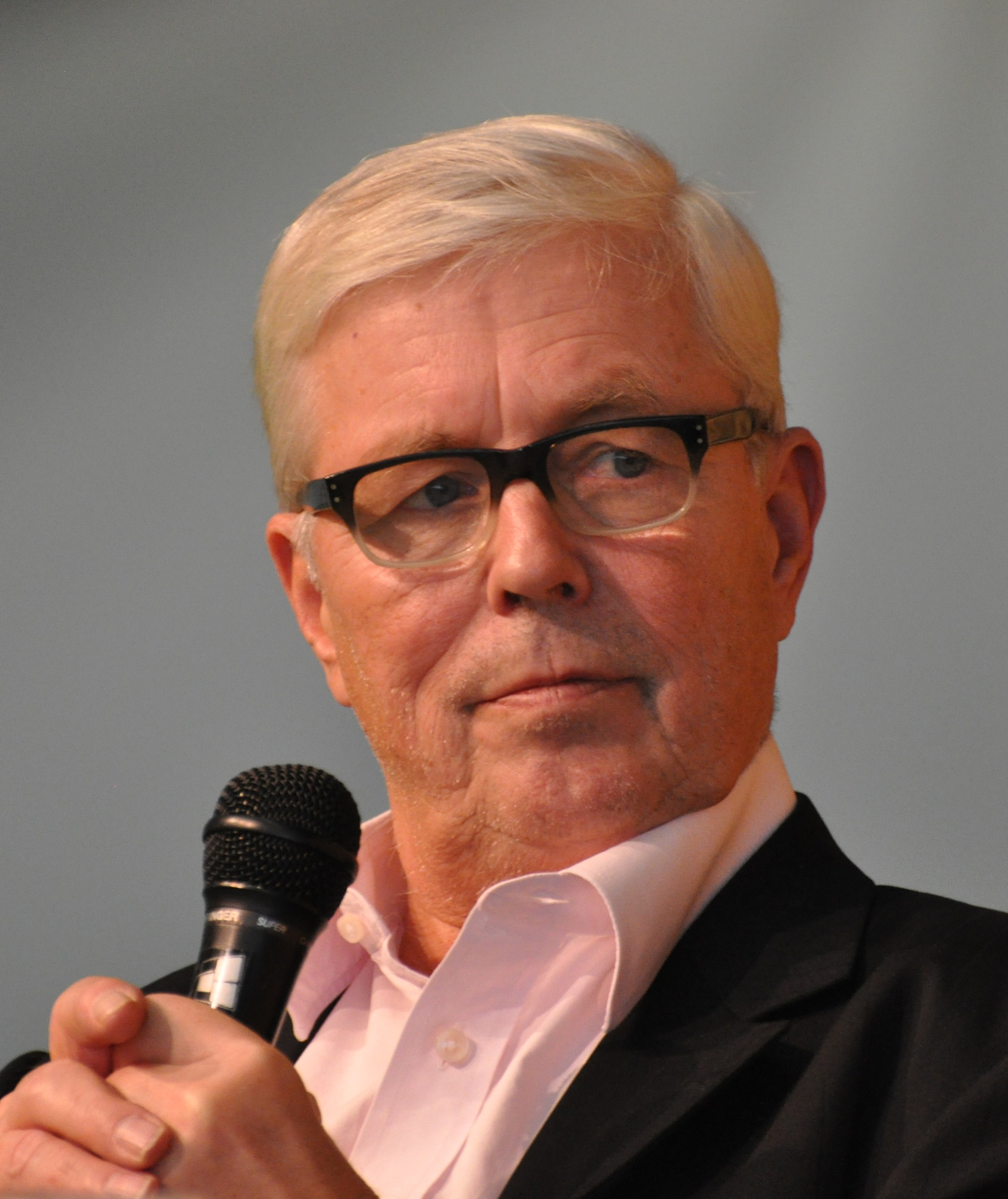
Janne Virkkunen.

Janne Sakari Virkkunen, född 8 december 1948 i Helsingfors, är en finländsk journalist. 
Virkkunen anställdes vid Helsingin Sanomat 1972, var tidningens redaktionschef 1985–1989, nyhetschefredaktör 1989–1990 och ansvarig chefredaktör 1991–2010. Han var ordförande i Föreningen för politiska redaktörer 1981–1983 och styrelseordförande i International Press Institute (IPI) 2008–2010. Han blev 2011 den första mottagaren av Svenska folkskolans vänners Brobyggarpris, som utdelas till personer som strävat till att öka förståelsen för det svenska i Finland.